# Indicador de rumo

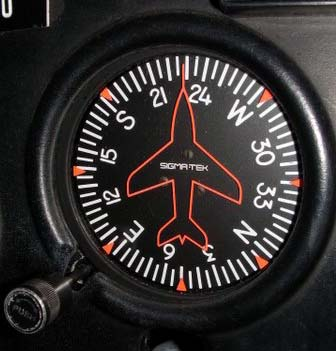
A heading indicator in a small aircraft.

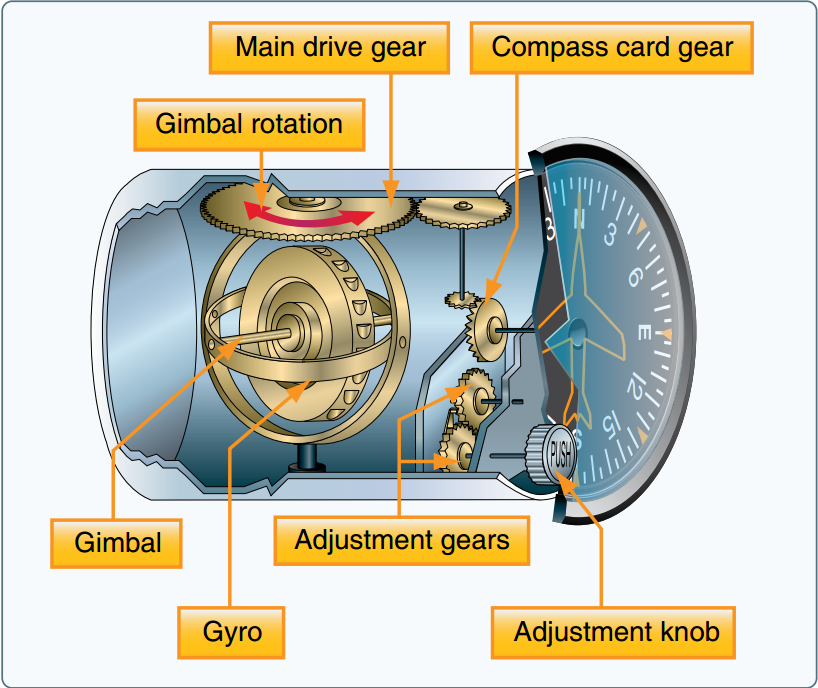
Interior de um indicador de rumo

O indicador de rumo (em inglês:  Heading indicator) é um instrumento de voo utilizado em aeronaves para informar ao piloto a proa de sua aeronave. É também por vezes chamado de seus antigos nomes, como giro direcional ou indicador de direção. Ele nada mais é do que uma bússola controlada giroscopicamente com o objetivo de indicar a proa da aeronave. Permite ao piloto terminar as curvas e manter o curso desejado com precisão.

## Utilização
O meio primário de estabelecer a proa na maior parte das pequenas aeronaves é a bússola magnética, que, entretanto, sofre de vários tipos de erros, incluindo um erro criado pela inclinação do campo magnético na terra. Estes erros fazem com que a bússola indique informações errôneas quando a aeronave está em curva, acelerando ou desacelerando, tornando difícil sua utilização quando em condições diferentes de um voo reto e nivelado. Para remediar estes efeitos, o piloto irá tipicamente manobrar a aeronave com referência no indicador de rumo, uma vez que este indicador giroscópico não é afetado por tais erros. O piloto precisa, entretanto, periodicamente ajustar a proa indicada no indicador de rumo com a mostrada na bússola magnética.

## Operação
O indicador de rumo funciona com a utilização de um giroscópio, conectado a um mecanismo no plano de guinada da aeronave, o plano definido pelo eixo longitudinal e transverso da aeronave. Como tal, qualquer configuração da do plano de guinada da aeronave que não seja igual ao horizonte no local de operação, resulta em erro de indicação. Este instrumento é construído de tal forma que o eixo do giroscópio é usado para girar o indicador, que consiste de um cartão circular de bússola calibrado em graus. O giroscópio funciona eletricamente ou usando um fluxo de ar filtrado de uma bomba de vácuo (por vezes uma bomba de pressão em aeronaves que voam em altas altitudes) que são operadas através do motor da aeronave. Devido à rotação da terra (ω, 15° por hora) e devido a pequenos erros acumulados causados pelo balanceamento imperfeito do giroscópio, o indicador de rumo irá desviar-se com o tempo (desvio real) e deve ser calibrado periodicamente contra uma bússola magnética. Para contrariar o efeito do desvio em latitudes maiores, uma porca de parafuso pode ser instalada em solo, induzindo o giroscópio. De outra forma, seria necessário realinhar manualmente o indicador de rumo a cada dez ou quinze minutos em verificações de rotina em voo. A falha em fazer isto é uma fonte comum de erros de navegação entre novos pilotos. Outra forma de desvio aparente é causado pelo movimento da aeronave e a convergência das linhas de meridiano em direção aos pólos. Isso iguala-se à mudança no curso em uma trajetória de voo de grande círculo (ortodrômica). 

## Variações
Alguns indicadores de rumo mais caros são vinculados a um sensor magnético, chamado de fluxgate. Este magnetômetro sente continuamente o campo magnético terrestre e um mecanismo constantemente corrige o indicador de rumo.